# پاشلک چینی
پاشلک چینی (نام علمی: Gallinago megala) نام یک گونه از تیره آبچلیک است.